# RC Strasbourg Alsace
Racing Club de Strasbourg Alsace francuski je nogometni klub iz Strasbourga, grada u Elzasu (francuski: Alsace). Trenutačno se natječe u Ligue 1.

## Klupski uspjesi

### Ligaški
- Ligue 1
  - Prvak: 1978./79.
- Ligue 2
  - Prvak: 1976./77., 1987./88., 2016./17.
- Championnat National
  - Prvak: 2015./16.
- Championnat National 2
  - Prvak: 2012./13.
- Prvenstvo Elzasa
  - Prvak: 1923., 1924., 1926.
- Prvenstvo Dordognea
  - Prvak: 1940.

### Kupski
- Coupe de France
  - Osvajač: 1950./51., 1965./66., 2000./01.
- Coupe de la Ligue
  - Osvajač: 1963./64., 1996./97., 2004./05., 2018./19.

### Europski
- UEFA Intertoto kup
  - Osvajač: 1995.

## Vanjske poveznice
- Službena web-stranica